# Большая Каирка
Большая Каирка — река в России, протекает по Каргасокскому району Томской области. Устье реки находится в 112 км по левому берегу реки Ягылъях. Длина реки составляет 17 км.

## Данные водного реестра
По данным государственного водного реестра России, относится к Верхнеобскому бассейновому округу, водохозяйственный участок реки — Васюган, речной подбассейн реки — Васюган. Речной бассейн реки — Верхняя Обь до впадения Иртыша.
Код объекта в государственном водном реестре — 13010800112115200030546.